# リュード語
リュード語（Lyydi）はウラル語族バルト・フィン諸語に属する言語である。リューディともいう。カレリア語の方言と考えられることもあるが、オロネツ語とベプス語の中間に位置する独立した言語とも考えられている。オネガ湖畔の北西部付近のロシア連邦カレリア共和国の数人の子どもを含む3000人により話されている。

## 方言
リュード語は大きく3つの方言に分類される。
北部方言はカレリア語の影響が強く、森林方言はベプス語の特徴の大半を共有している。

### 北部方言（湖畔方言）
オネガ湖畔の北西部の方言。

### 中央方言（河畔方言）
ペトロザボーツク付近とシュヤ川沿いの居住地の方言。